# Liam Hemsworth
Liam Keith Hemsworth (Melbourne, 13 de janeiro de 1990) é um ator australiano mais conhecido pelos seus papéis de "Gale Hawthorne", em Hunger Games, "Josh Taylor" na novela Neighbours, "Marcus" na série televisiva The Elephant Princess e "Will Blakelee" em The Last Song, filme que estrelou ao lado de sua ex-esposa, Miley Cyrus. É o irmão mais novo dos também atores Luke Hemsworth e Chris Hemsworth e filho de Craig Hemsworth.

## Biografia
Hemsworth é filho de Craig, consultor de serviços sociais, e Leonie, professora de inglês.Trabalhou em um trabalho com construções que durou 6 meses chegando até a pavimentar ruas. Tem dois irmãos mais velhos, Chris e Luke Hemsworth, também atores.
Aos 13 anos de idade, ele e sua família se mudaram para Phillip Island, uma pequena ilha que fica ao sul de Melbourne. Segundo ele, a maior parte do seu tempo era gasto surfando com seus irmãos.
Antes de investir na carreira de ator, Liam já fez diversas outras coisas, como quando trabalhou colocando pisos e azulejos por aproximadamente 6 meses. “Eu tive um bilhão de empregos diferentes. Eu trabalhei para Luke limpando tapetes por seis meses, mas, no entanto, eu não sou um bom trabalhador. Eu não gosto da ytakcedo. Eu me levantava e ficava mal-humorado, enquanto ele é mais do tipo que acorda bem no amanhecer e já está zumbindo às 6h. Eu sou mais tipo: ‘Nem mesmo fale comigo!‘”, disse Liam em uma entrevista dada em abril de 2012. “Eu trabalhei em uma pista de boliche. Eu fui padeiro. Eu fui guarda de um parque para animais. Eu fiz quase todo tipo de trabalho que você poderia fazer em Phillip Island!”.
Quanto a sua vida escolar, Laura Griffin, sua ex-namorada (eles teriam começado o namoro quando Liam tinha aproximadamente 13/14 anos) e colega de classe, disse: “Ele era popular. Todas as garotas gostavam dele. Ele era meio engraçado e me fazia rir”.

## Carreira
Hemsworth começou a pensar seriamente em seguir os passos de seus irmãos mais velhos e se tornar um ator ainda na escola, e foi quando procurou um agente. Ele participou de seu primeiro teste de audição com 16 anos de idade e começou sua carreira em 2007, com pequenos papéis em séries como Home and Away e McLeod's Daughters. Na semana de 8 de Julho de 2007, Hemsworth começou a filmar episódios para Neighbours, uma novela australiana que seu irmão Luke já havia participado. Seu personagem era Josh Taylor, seu papel foi recorrente de 2007 a 2008. Na novela Josh era um atleta paraplégico que apoiou e começou um relacionamento com o personagem de Bridget Parker depois que ela ficou paralisada de um lado do corpo em um acidente de carro. Em 2008, Hemsworth começou a atuar em um programa infantil chamado The Elephant Princess, no qual interpretava Marcus, o atraente guitarrista da banda do protagonista. Hemsworth posteriormente teve papéis na série de televisão Satisfaction e estrelou no cinema com o filme britânico Triangle (pt-br: Triângulo do Medo). Ele também fez uma breve aparição como um estudante do MIT no filme Knowing (pt-br: Presságio).
Em 2009 ele foi selecionado para atuar em um filme de Sylvester Stallone, mas seu personagem foi retirado do roteiro. Chris disse que poucas horas depois de Liam saber que não iria mais estar em Os Mercenários, o diretor Kenneth Branagh ligou para ele pedindo que ele fizesse o teste para o personagem principal no filme Thor (2011). Liam, que estava nos EUA há apenas três semanas e ainda não tinha um agente lá, perdeu o papel para seu irmão Chris, e pouco depois, na mesma semana, recebeu da Disney a notícia de que tinha conseguido o papel de Will Blakelee, no drama A Última Música (2010), baseado em um romance de Nicholas Sparks com o mesmo nome.
No filme, ele interpreta o par romântico de Miley Cyrus, com quem engatou um namoro. No mesmo período, em 16 de Agosto de 2009, ele gravou o clipe de uma das músicas de Miley que está na trilha sonora do filme, “When I Look At You”.
Em Março de 2010, a revista Details apontou Hemsworth como uma de suas previsões para "A Próxima Geração de Homens Liderando Hollywood".

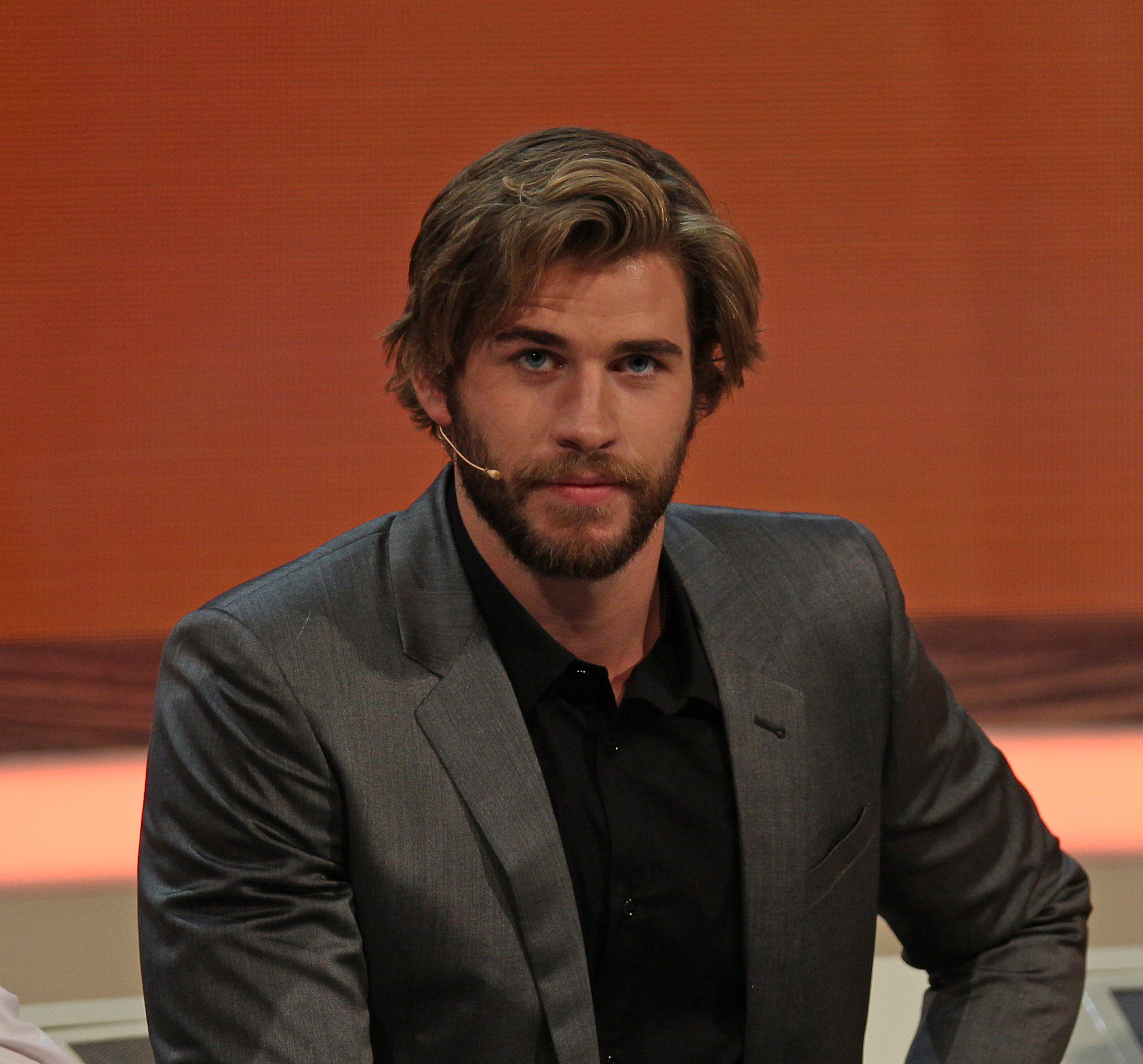
Liam Hemsworth, novembro de 2014.

No começo de 2011, Liam estrelou o clipe da música “Colder Weather”, do grupo americano de música country Zac Brown Band.
Em 4 de Abril de 2011, a Lionsgate anunciou que Liam interpretaria o personagem Gale Hawthorne na adaptação para o cinema da trilogia Jogos Vorazes, escrita por Suzanne Collins. O filme estreou mundialmente no dia 23 de março, batendo recordes de bilheteria, e conta com Jennifer Lawrence, Josh Hutcherson, Elizabeth Banks, Woody Harrelson e Lenny Kravitz, entre outros, no elenco.
Em julho de 2011, gravou o filme Por Amor e Honra, que também é estrelado por Austin Stowell, Aimee Teegarden e Teresa Palmer.
Quanto ao filme Os Mercenários, apesar de seu personagem ter sido cortado no primeiro filme, na continuação, Os Mercenários 2, ele interpreta Billy ‘The Kid’, um jovem atirador que se junta ao grupo.
Em 2013, Hemsworth apareceu nos seguintes filmes:
- Empire State, com Emma Roberts, Nikki Reed e Dwayne Johnson.
- Paronoia, co-estrelado por Harrison Ford, Gary Oldman e Lucas Till.
- Jogos Vorazes: Em Chamas, reprisando seu papel como Gale Hawthorne.
- A Esperança - O Final contará com a participação do autor em Novembro de 2015

Em 11 de junho de 2012, a organização sem fins lucrativos Australians in Film, com sede em Los Angeles, anunciou que Hemsworth seria homenageado em um jantar de benefício exclusivo em 27 de junho de 2012 em Hollywood. Hemsworth participou do evento apenas para convidados, realizado no Intercontinental Hotel em Century City, com sua então noiva Miley Cyrus. Foi sua primeira aparição pública juntos como um casal de noivos.

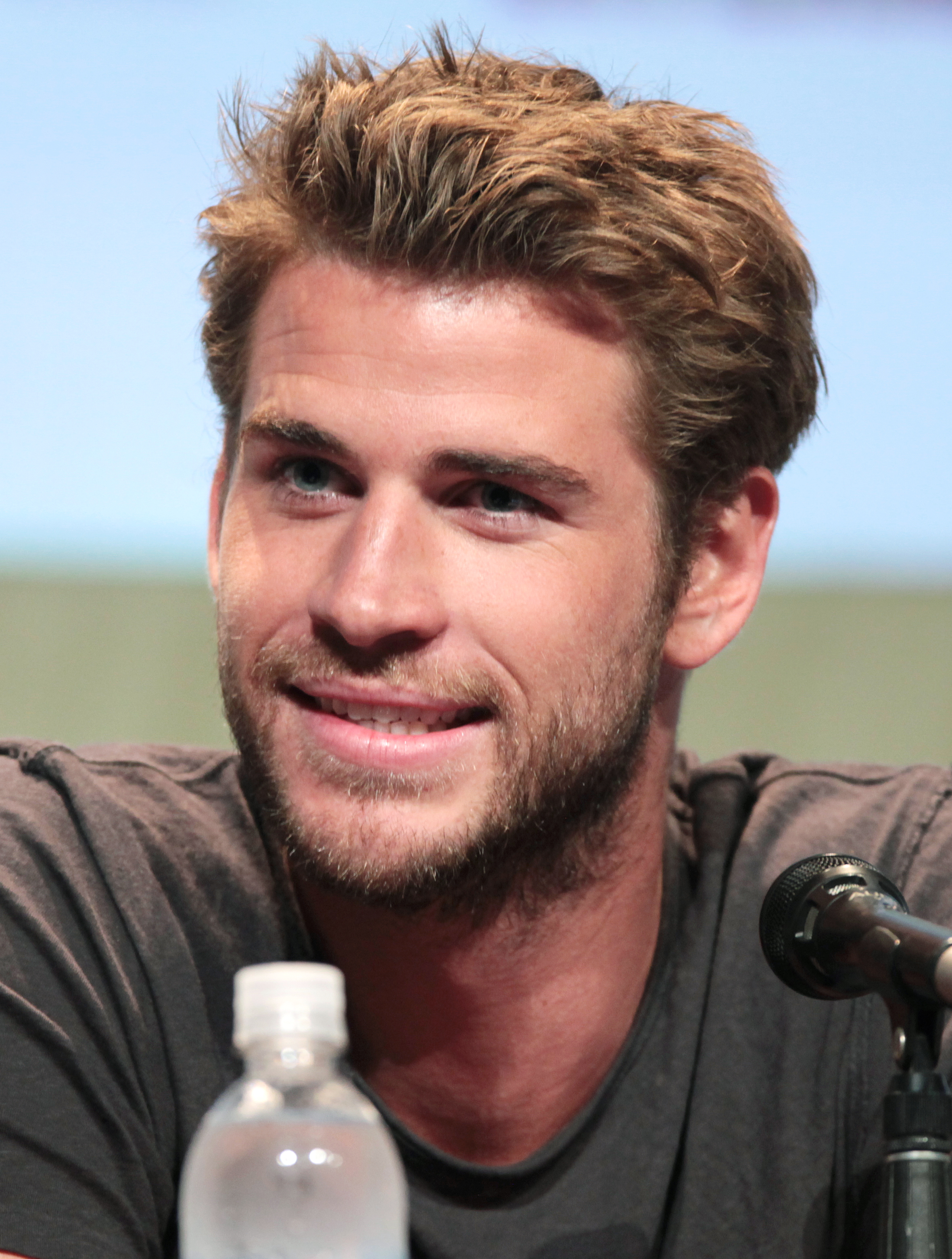
Hemsworth na San Diego Comic-Con de 2013.

Em 2015, Hemsworth retratou o interesse amoroso do personagem de Kate Winslet na adaptação literária australiana The Dressmaker, que foi filmada em Victoria no verão de 2014. Hemsworth estrelou o filme Independence Day: Resurgence, do diretor Roland Emmerich. Em 2019, após uma ausência de três anos, ele interpretou uma versão fantástica de uma comédia romântica, protagonista do filme Isn't It Romantic, e estrelou o filme de ação e crime Killerman.
Atualmente, Hemsworth aparece na série de TV de terror Most Mostousous Game, para Quibi, a plataforma de streaming de formato curto. Hemsworth desempenha o papel principal como um homem em estado terminal tentando sustentar sua esposa grávida antes de morrer.

## Filantropia
Hemsworth é o embaixador da Australian Childhood Foundation. Hemsworth falou sobre sua associação com a fundação, "Eu tenho os melhores pais que você pode ter. Eles têm trabalhado na proteção das crianças por vinte anos e só me dado incentivo e apoio. O mundo é um lugar assustador o suficiente para as crianças. É importante que a casa deve sempre ser um lugar seguro para eles". Quando perguntado se ele acreditava que ele era um herói para as crianças, Liam modestamente respondeu: "Eu não sei se eu sou um herói para as crianças, mas eu gostaria de ser. Eu gostaria de ser um bom modelo."

## Vida Pessoal
Enquanto filmava The Last Song, em junho de 2009, Hemsworth começou a namorar sua coestrela Miley Cyrus. Em agosto de 2010, foi confirmado que sua relação com Cyrus tinha terminado. Cyrus e Hemsworth foram vistos juntos um mês depois, e tinha alegadamente reconciliados. Foi anunciado no início de novembro que o casal tinha se separado novamente, mas reconciliaram sua relação uma segunda vez. Em junho de 2012, o casal anunciou o noivado. No entanto, em setembro de 2013, os representantes de Miley Cyrus e Liam Hemsworth confirmaram o fim do noivado, e não explicaram os motivos. Liam e Miley reataram em 2015. No dia 25 de dezembro de 2018, Liam e Cyrus se casaram em uma cerimônia discreta só para familiares e amigos. Em agosto de 2019, Liam e Miley se separaram. Em seguida, Liam entrou com um pedido de divórcio. Em janeiro de 2020, se divorciaram oficialmente. Após a separação com Miley Cyrus, Liam teve um breve relacionamento com a atriz Australiana Maddison Brown que ficou conhecida por atuar na série Dynasty.
Ele é amigo íntimo dos colegas Josh Hutcherson e Jennifer Lawrence, que se conheceram no set de he Hunger Games. Ele é vegano.
Em agosto de 2022, Liam Hemsworth e Gabriella Brooks terminaram a sua relação de três anos.

## Filmografia

### Cinema
| Ano  | Título                                | Título em português                  | Personagem        |
| ---- | ------------------------------------- | ------------------------------------ | ----------------- |
| 2009 | Knowing                               | Presságio                            | Spencer           |
| 2009 | Triangle                              | Triângulo do Medo                    | Victor            |
| 2010 | The Last Song                         | A Última Música                      | Will Blakelee     |
| 2012 | The Hunger Games                      | Jogos Vorazes                        | Gale Hawthorne    |
| 2012 | The Expendables 2                     | Os Mercenários 2                     | Billy "The Kid"   |
| 2013 | Love and Honor                        | Por Amor e Honra                     | Mickey Wright     |
| 2013 | Paranoia                              | Conexão Perigosa                     | Adam Cassidy      |
| 2013 | Empire State                          | O Grande Assalto                     | Chris Potamitis   |
| 2013 | The Hunger Games: Catching Fire       | Jogos Vorazes: Em Chamas             | Gale Hawthorne    |
| 2014 | Cut Bank                              |                                      | Dwayne McLaren    |
| 2014 | The Hunger Games: Mockingjay - Part 1 | Jogos Vorazes: A Esperança - Parte 1 | Gale Hawthorne    |
| 2015 | The Dressmaker                        |                                      | Ted McSwiney      |
| 2015 | The Hunger Games: Mockingjay - Part 2 | Jogos Vorazes: A Esperança - Parte 2 | Gale Hawthorne    |
| 2016 | Independence Day: Resurgence          | Independence Day: O Ressurgimento    | Jake Morrison     |
| 2016 | The Duel                              |                                      | David Kingston    |
| 2019 | Isn't It Romantic                     | Megarromântico                       | Blake             |
| 2020 | Arkansas                              | Arkansas - Rei do Crime              | Kyle              |
| 2022 | Poker Face                            | Jogo Perfeito                        | Michael Nankervis |
| 2024 | Land of Bad                           | Zona de Risco                        | Kinney            |
| 2024 | Lonely Planet                         | Amores Solitários                    | Owen Brophy       |

### Televisão
| Ano  | Programa                         | Personagem                | Notas           |
| ---- | -------------------------------- | ------------------------- | --------------- |
| 2007 | Home And Away                    | (Personagem Desconhecido) | 1 Episódio      |
| 2007 | McLeod's Daughters               | Damo                      | 1 Episódio      |
| 2007 | Neighbours                       | Josh Taylor               | 25 Episódios    |
| 2008 | The Elephant Princess            | Marcus                    | 26 Episódios    |
| 2009 | Satisfaction                     | Marc                      | 2 Episódios     |
| 2015 | The Muppets (série de televisão) | Ele mesmo                 | 1 Episódio      |
| 2016 | Workaholics                      | Cushing Ward              | 1 Episódio      |
| 2020 | Most Dangerous Game              | Dodge Maynard             | Papel principal |

### Vídeos musicais
| Ano  | Título               | Artista        | Notas                  |
| ---- | -------------------- | -------------- | ---------------------- |
| 2009 | «When I Look At You» | Miley Cyrus    | Do filme The Last Song |
| 2011 | «Colder Weather»     | Zac Brown Band |                        |

## Prêmios e nomeações

### Prêmios
| Ano  | Prêmiação                                  | Categoria                                | Filme         |
| ---- | ------------------------------------------ | ---------------------------------------- | ------------- |
| 2010 | Young Hollywood Awards                     | Jovem de Hollywood como Revelação do Ano | The Last Song |
| 2010 | Teen Choice Awards                         | Revelação Masculina                      | The Last Song |
| 2010 | Nickelodeon Australian Kids' Choice Awards | Melhor Beijo (Com Miley Cyrus)           | The Last Song |

### Nomeações
| Ano  | Prêmiação              | Categoria                                                                                                | Filme                                 |
| ---- | ---------------------- | --- | ------------------------------------- |
| 2010 | Teen Choice Awards     | Melhor Beijo (Com Miley Cyrus)                                                                           | The Last Song                         |
| 2010 | Teen Choice Awards     | Melhor Filme de Drama                                                                                    | The Last Song                         |
| 2010 | Teen Choice Awards     | Melhor Química em Filme                                                                                  | The Last Song                         |
| 2012 | MTV Movie Award        | Melhor Desempenho de Revelação                                                                           | The Hunger Games                      |
| 2012 | MTV Movie Award        | Melhor Elenco (Com Jennifer Lawrence, Josh Hutcherson, Elizabeth Banks, Woody Harrelson e Lenny Kravitz) | The Hunger Games                      |
| 2012 | Teen Choice Awards     | Ladrão de Cena: Masculino                                                                                | The Hunger Games                      |
| 2014 | Teen Choice Award      | Teen Choice Award for Actor Sci-Fi/Fantasy                                                               | The Hunger Games: Catching Fire       |
| 2015 | Teen Choice Award      | Teen Choice Award for Actor Sci-Fi/Fantasy                                                               | The Hunger Games: Mockingjay – Part 1 |
| 2017 | People's Choice Awards | People's Choice Awards: Favorite Action Movie Actor                                                      | Independence Day: Resurgence          |
| 2019 | Teen Choice Award      | Teen Choice Award for Choice Comedy Movie Actor                                                          | Isn't It Romantic                     |